# بخش سادبری
بخش سادبری (به انگلیسی: Sudbury District) یک سکونتگاه مسکونی در کانادا است که در انتاریو واقع شده‌است.

## خصوصیات
بخش سادبری ۲۱٬۱۹۶ نفر جمعیت دارد.